# دالمين
دالمين هي كومونا في مقاطعة بيرغامو في منطقة لومباردي الإيطالية. تقع على بعد حوالي 40 كيلومتر (25 ميل) شمال شرق ميلانو و حوالي 8 كيلومتر (5 ميل) جنوب غرب بيرغامو . و فقا لتاريخ 31 ديسمبر 2004 كان عدد سكانها 22,326 وتبلغ مساحتها 11.6 كيلومتر مربع (4.5 ميل2) . 
تم ضم بلدية دالمين إلى فرازيوني (التقسيمات الفرعية ، القرى والنجوع بشكل رئيسي) سفورزاتيكا اس, ماريا دولينو, سفورزاتيكا اس اندريا, ماريانو البريمبو, بريمبو, قوزانيكا و سابيو.
تقع دالمين على حدود البلديات التالية: بونات سوتو وفيلاجو لاليو ليفاتي وأسيو سوبرا وستيزانو و تريفيولو .

## وسائل النقل
- تقع محطة سكة حديد دالمين فيرديلو على بعد 8 كيلومتر (5.0 ميل) من المدينة ؛ و تقع محطة سكة حديد بيرغامو على بعد 9 كيلومتر (5.6 ميل) من المدينة.

## روابط خارجية
- www.comune.dalmine.bg.it/